# Konstantin II. (Rom)

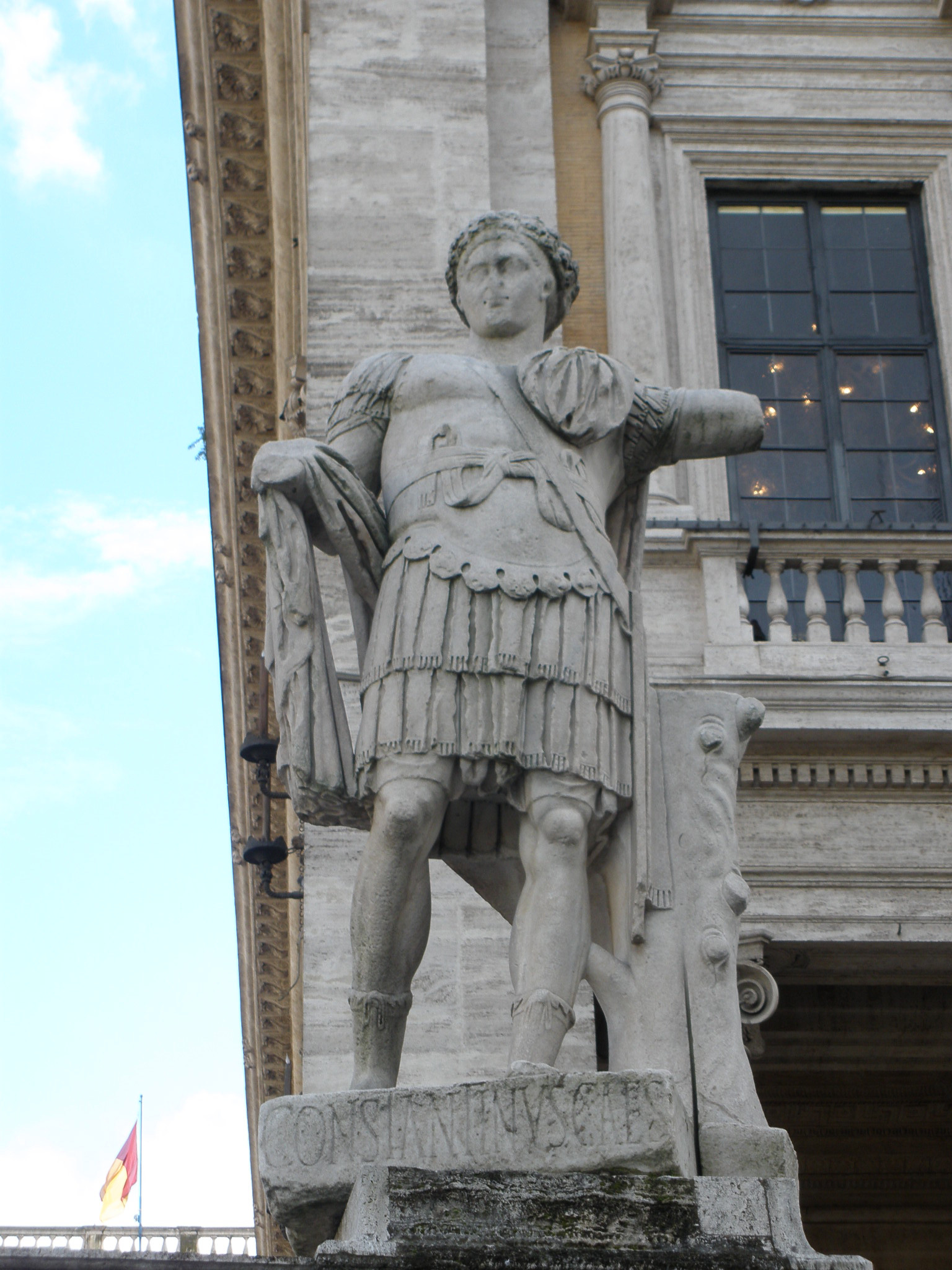
Statue des jungen Konstantin II., dargestellt als Caesar, heute auf der Oberseite der Cordonata (der monumentalen Rampe zum Kapitolsplatz), Rom, ursprünglich in den Konstantinsthermen in Rom stehend

Konstantin II. (* Februar 316 in Arelate (Arles); † 340 bei Cervignano del Friuli), mit vollem Namen Flavius Claudius Constantinus, war römischer Kaiser von 337 bis 340.

## Zeitgeschichtlicher Hintergrund
Das Römische Reich durchlief zu Beginn des 4. Jahrhunderts einen tiefgreifenden Wandel. Konstantin der Große, der Vater Konstantins II., hatte sich in den Nachfolgekämpfen, die mit dem Ende der von Kaiser Diokletian begründeten Tetrarchie ausbrachen, durchgesetzt und begründete so die konstantinische Dynastie, der auch Konstantin II. angehörte.

Karte der römischen Präfekturen zur Zeit der Tetrarchie, 293 n. Chr. von Kaiser Diokletian eingeführt hatte Bestand bis zu seinem Rücktritt 305 n. Chr.

Bedeutsam war seine Regierungszeit vor allem aus zwei Gründen: Zum einen verlagerte Konstantin die Zentralmacht mit der neuen Hauptstadt Konstantinopel in den Ostteil des Reiches, der ohnehin immer mehr an Bedeutung gewonnen hatte. Zum anderen förderte er das Christentum und leitete somit die Christianisierung des Römischen Reiches ein (konstantinische Wende). Auch wenn die traditionellen Götterkulte nicht abgeschafft wurden, verloren sie doch an Kraft und Einfluss.
Konstantin hatte sich nicht zuletzt aus außenpolitischen Erwägungen für die neue Hauptstadt entschieden, denn Konstantinopel lag etwa gleich weit entfernt von den bedrohten Grenzen des Reiches an Donau und Euphrat. Ein weiterer außenpolitischer Brennpunkt war und blieb die Rheingrenze in Gallien.

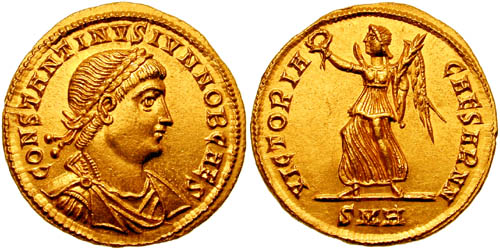
Solidus Konstantins II. als Caesar.

## Leben
Konstantin, der älteste Sohn Konstantins des Großen und Faustas, wurde schon 317 zum Caesar erhoben (1. März 317). Er übernahm 328, unter Aufsicht des Vaters und von Beamten, den Reichsteil im Westen (Gallien), wo er in Augusta Treverorum residierte, dem heutigen Trier. Dort verteidigte er erfolgreich die Grenzen gegen die Goten und Alamannen. Nach dem Tod seines Vaters 337 wurden etliche seiner Verwandten ermordet, die Hintergründe dieser Säuberungsaktion sind jedoch unklar. Er ließ sich schließlich gemeinsam mit seinen Brüdern Constantius II. und Constans zum Augustus ausrufen. Nach einem Treffen der Brüder in Viminatium teilten die Brüder das Reich untereinander auf.
Konstantins Teil des Imperiums war Gallien, Britannien, Hispanien und ein Teil von Africa. Außerdem erhielt er aufgrund seines Alters einen Ehrenvorrang (senior Augustus) im Kaiserkollegium. Eine Vormundschaft über den jüngeren Constans kann wohl ausgeschlossen werden, da es nur ein Gesetz gibt, welches dafür sprechen würde, dass Konstantin II. den Reichsteil des Constans gesetzgeberisch mitregierte.
Auch wenn es wohl keine Anzeichen für eine Vormundschaft gibt, kam es aufgrund der Aufteilung der Reichsgebiete zum Konflikt mit seinem jüngeren Bruder Constans. 340 ging Konstantin II. gegen Constans zum Angriff über. Er gab dabei vor, Constantius II. Hilfeleistung im Kampf gegen die Perser zu geben und zog mit seinem starken Heer nach Italien, geriet jedoch bei Aquileia überraschend in einen Hinterhalt. Damit scheiterte nicht nur sein Versuch, Italien für sich zu erobern, er verlor sogar sein Leben und fiel der damnatio memoriae anheim. Constans gelangte dadurch in Besitz des gesamten Westteils des Reiches und herrschte somit über zwei Drittel des Reichsgebietes.